# Orange (New Hampshire)
Orange ist der Name einer Town im Grafton County des US-Bundesstaates New Hampshire in Neuengland. Der Name ist möglicherweise auf Ockervorkommen am Mount Cardigan zurückzuführen. Das U.S. Census Bureau hat bei der Volkszählung 2020 eine Einwohnerzahl von 277 ermittelt.

## Geographie

### Lage
Orange zeichnet sich durch eine lockere Siedlungsstruktur ohne eigentlichen Kernort aus.
Es liegt im Süden von Grafton County im Westen des Mount Cardigan, dessen Westhang ungefähr die Hälfte des Gemeindegebietes bedeckt. Der Rest des Landes ist hügelig. Je nach Auslegung liegt Orange im äußersten Osten des Upper Valley, einer Teile New Hampshires und Vermonts umfassenden Region entlang des Connecticut River.

### Geologie

#### Bodenschätze
In Orange wurde im 19. Jahrhundert gelber Ocker abgebaut, der von besserer Qualität war als Importware. Ein weiteres Abbauprodukt war ein Fichtengelb genanntes mineralisches Pigment, Kreide und Magnesia. Weitere Vorkommen waren von Blei und Eisenerz sowie reichliche Tonvorkommen.

### Nachbargemeinden
Groton im Norden, Alexandria im Osten, Grafton im Süden und Canaan im Westen.

### Berge
Orange erreicht seine größte Höhe auf dem Mount Cardigan mit 952 Metern. Im Süden liegt Hoyt, im Norden Kimball Hill.

### Gewässer
Das größte Gewässer ist der Orange Brook, dessen Quellbäche zum Teil aus Grafton kommen. Er mündet in Canaan in den Indian River und entwässert über diesen und den Mascoma River in den Connecticut River.

## Geschichte
Die Landzuweisung wurde von Gouverneur John Wentworth im Jahre 1769 unter dem Namen Cardigan ausgestellt. Der Name war zuvor schon in Gebrauch gewesen. 1779 petitionierten die Grundeigentümer um offizielle Registrierung des Ortes als eigenständige Gebietskörperschaft, damit sie selbst Steuern erheben durften, und ersuchten um eine Änderung des Namens in Bradford oder Warwick. Die Petition wurde abgelehnt, und im Jahre 1783 wurde eine erneute Petition eingereicht, um den Namen in Middleton ändern zu dürfen. Auch dies wurde abgelehnt, woraufhin im Jahr 1789 im dritten Anlauf der Name Liscomb vorgeschlagen wurde. Bei der Registrierung im Jahr 1790 wurde auch dieser Name nicht übernommen. Zunächst eingetragen, wurde er in der Urkunde nachträglich durch Orange ersetzt. Die ersten Siedler kamen 1773–74. Die Gemeindegrenzen wurden mehrfach geändert. 1804 kam es zu einem Landtausch zwischen Orange und Groton, der vier Jahre später rückgängig gemacht wurde. 1820 wurde die östliche Grenze auf den Gipfel des Mount Cardigan zurückgezogen und damit ein großer Teil des Landes Alexandria zugeschlagen. 1828 wurde eine Congregationalistengemeinde gegründet. Die Bahnstrecke Concord–White River Junction, die durch  die Südwestecke von Orange verläuft, wurde 1848 fertiggestellt. Sie erreichte ihren höchsten Punkt in Orange nahe der Grenze zu Grafton, hatte hier jedoch keinen Bahnhof. Nahe dem Pass hatte die Northern Railroad jedoch einen Lokschuppen mit Drehscheibe eingerichtet, um bei schwerem Schneefall hier stationierte Lokomotiven zur Verstärkung zu benutzen. 1859 hatte Orange eine allen Gemeinden offen stehende Kirche, erbaut 1835, und war in sieben Schulbezirke unterteilt. Nennenswerte Produkte waren Holzkohle, Töpfereiwaren und Sägeerzeugnisse. Es gab eine Sägemühle sowie acht weitere Betriebe, von denen die Hälfte Fassadenbretter, die andere Schindeln sägte und hobelte.
Die Anzahl der Schulbezirke blieb bis ins spätere 19. Jahrhundert gleich. Der Unterricht dauerte durchschnittlich 17 Wochen im Jahr. Es gab in Orange kein Dorf und kein Postamt. Wie auch die Bahnstation lag dieses in Canaan. 1965 wurde der Personen-, in den 70er Jahren auch der Güterverkehr der Bahn eingestellt.

### Bevölkerungsentwicklung
| Volkszählungsergebnisse – Orange, New Hampshire | Volkszählungsergebnisse – Orange, New Hampshire | Volkszählungsergebnisse – Orange, New Hampshire | Volkszählungsergebnisse – Orange, New Hampshire | Volkszählungsergebnisse – Orange, New Hampshire | Volkszählungsergebnisse – Orange, New Hampshire | Volkszählungsergebnisse – Orange, New Hampshire | Volkszählungsergebnisse – Orange, New Hampshire | Volkszählungsergebnisse – Orange, New Hampshire | Volkszählungsergebnisse – Orange, New Hampshire | Volkszählungsergebnisse – Orange, New Hampshire |
| Jahr                                            | 1786                                            | 1790                                            | 1800                                            | 1810                                            | 1820                                            | 1830                                            | 1840                                            | 1850                                            | 1860                                            | 1870                                            |
| ----------------------------------------------- | ----------------------------------------------- | ----------------------------------------------- | ----------------------------------------------- | ----------------------------------------------- | ----------------------------------------------- | ----------------------------------------------- | ----------------------------------------------- | ----------------------------------------------- | ----------------------------------------------- | ----------------------------------------------- |
| Einwohner                                       | 80                                              | 131                                             | 203                                             | 209                                             | 298                                             | 410                                             | 463                                             | 451                                             | 382                                             | 340                                             |
| Jahr                                            | 1880                                            | 1890                                            | 1900                                            | 1910                                            | 1920                                            | 1930                                            | 1940                                            | 1950                                            | 1960                                            | 1970                                            |
| Einwohner                                       | 335                                             | 245                                             | 213                                             | 176                                             | 166                                             | 99                                              | 109                                             | 82                                              | 83                                              | 103                                             |
| Jahr                                            | 1980                                            | 1990                                            | 2000                                            | 2010                                            | 2020                                            | 2030                                            | 2040                                            | 2050                                            | 2060                                            | 2070                                            |
| Einwohner                                       | 197                                             | 237                                             | 299                                             | 331                                             | 277                                             |                                                 |                                                 |                                                 |                                                 |                                                 |

## Verwaltung und öffentliche Einrichtungen
Als Town neuenglischen Zuschnitts hat Orange keinen Bürgermeister. Die Verwaltung obliegt drei gewählten Stadträten. Der größte Teil der Angelegenheiten der Gemeinde wird von Freiwilligen erledigt, wie zum Beispiel die Feuerwehr und der medizinische Notdienst, letzterer von Freiwilligen aus Canaan. Orange hat keinen eigenen Polizeiposten. Die nächstgelegenen Krankenhäuser sind das Darthmouth-Hitchcock Medical Center oder das Alice Peck Day Memorial Hospital, beide in Lebanon.

## Bildung
Orange gehört zum Mascoma-Valley-Regional-Schulbezirk. Am Ort gibt es lediglich eine Kinderbetreuungseinrichtung.

## Wirtschaft
Größter Arbeitgeber am Ort mit vierzehn Angestellten ist eine Firma, die unter anderem die Entsorgung von Bauschutt und Holzernteabfällen anbietet.

## Verkehr
Durch das Gebiet von Orange führt die US 4, auf der Bahntrasse verläuft der Northern Rail Trail.

## Sehenswürdigkeiten
Die Hauptattraktion von Orange ist der Mount Cardigan, der dem Cardigan Mountain State Park seinen Namen gibt.